# 沧海北路站
沧海北路站是浙江省宁波市规划中的一座地下轨道交通车站，属于宁波轨道交通6号线。车站计划于2027年启用。

## 车站形制
沧海北路站位于鄞州区新明街道江南路、沧海路口。车站沿江南路东西向设置，为地下二层岛式车站，长199米，宽18.3米，总建筑面积为12783平方米。

## 出口
沧海北路站设置4个出入口。